# Northeast Cape Fear
Cet article possède un paronyme, voir Cape Fear.
La Northeast Cape Fear est une rivière des États-Unis de 209 km de long qui coule dans l’État de Caroline du Nord.
Elle est un affluent du fleuve Cape Fear en rive gauche.

## Source de la traduction
- (en) Cet article est partiellement ou en totalité issu de l’article de Wikipédia en anglais intitulé « Northeast Cape Fear River » (voir la liste des auteurs).